# Alianza Petrolera Fútbol Club
Maillots
Actualités
L'Alianza Petrolera Fútbol Club, était un club colombien de football basé à Barrancabermeja, fondé en 1991 et dissout en 2024.

## Histoire
Le club est fondé en 1991, il évolue en deuxième division jusqu'à sa promotion en première division en 2012, Alianza Petrolera a frôlé la promotion à plusieurs reprises, notamment en 1998 et 2004 lorsque l'équipe a été éliminée en demi-finale du championnat.
La situation financière du club étant difficile, il conclut un accord de partenariat avec l'Atlético Nacional en 2011. Un an plus tard, Alianza Petrolera a réussi la promotion lors de la saison 2012.
Lors de sa première année en première division, le club s'est battu contre la relégation, mais a réussi à l'éviter. En Coupe de Colombie, Alianza Petrolera s'est qualifié pour les demi-finales, mais a été éliminé par l'Atlético Nacional.
En 2015, Alianza Petrolera se qualifie la première fois pour le tour final, il a ensuite été éliminé en quart de finale par l'Independiente Medellín.
En 2018, Alianza Petrolera a obtenu son meilleur classement en première division, une sixième place, le club atteint de nouveau le tour final.

## Palmarès
| Compétitions nationales                                                 | Compétitions internationales |
| - Championnat de Colombie de deuxième division (1) : - Champion : 2012. | Aucun                        |